# Rajni takrat
Rajni takrat je slovenska TV drama iz leta 1985, ki jo je Saša Vuga napisal po svojih novelah Zarjavele medalje, ki govorijo o moškem, ki ne ve, ali je njegov oče partizan ali Nemec ter išče njegov grob.
V glavni vlogi nastopa Milena Zupančič.
Zgodba se dogaja med 2. svetovno vojni in »dandanes« tik ob Soči na Kobariškem, govori pa o partizanu Marku, ki ga je ranjenega ustrelil belogardist, ki je zdaj ravnatelj njegovega osemnajstletnega »skoraj« sina. Njegovi tovariši so pozabili na njegov grob, ki ga odkrijeta njegov sin in Ana Marija, zapita nekdanja bolničarka in Markova ljubica.

## Produkcija
Snemali so jeseni 1984 okrog Livka in na Vrsnem pri Kobaridu.

## Kritike
Viktor Konjar je zapisal, da projekt ne ponuja nič novega, da je odtis že znanih Vugovih psihoanalitičnih sondaž in da je še ena inačica dominantnega tipa dramskih struktur, ki jih »gojijo in forsirajo« na RTV Ljubljana. Po njegovem sta kljub celovitosti predstave njen povedni namen in njegova estetska oblikovanost odprta, če ne vprašljiva. Ta tip dramaturgije mu ni odzvanjal dovolj avtentično. Poleg nerazgibanosti in artificielne patiniranosti predstave ga je motilo prevladuje psihopatološko čudaštvo oseb in njihovih razmerij.

## Zasedba
- Milena Zupančič: Ana Marija
- Brane Šturbej: sin
- Bernarda Oman
- Aleš Valič: Marko
- Brane Ivanc
- Vladimir Jurc
- Dare Valič
- Miha Baloh
- Matjaž Turk
- Maja Sever
- Tomaž Anderson

## Ekipa
- dramaturgija: Dušan Voglar in Nina Souvan
- scenografija: Belica Škerlak
- kostumografija: Milena Kumar